# Valeria Pedro
Valeria Rapatamor Pedro (* 16. November 1973; † 25. März 2007) war eine palauische Gewichtheberin.

## Biografie
Valeria Pedro war bei der Eröffnungsfeier der Olympischen Spiele 2000 in Sydney Fahnenträgerin der palauischen Mannschaft. Sie belegte im Halbschwergewicht den 14. von 15 Plätzen und war damit die erste Frau aus Palau, die an einem olympischen Wettkampf teilnahm.
Im März 2007 starb sie an Dehydratation.